# 考德威尔·埃塞尔斯廷
考德威尔·埃塞尔斯廷（英語：Caldwell Esselstyn，1933年12月12日—），美国男子赛艇运动员。他曾代表美国参加1956年夏季奥林匹克运动会赛艇比赛，获得男子八人单桨有舵手金牌。